# Los cínicos no sirven para este oficio
Los cínicos no sirven para este oficio, con el subtítulo Sobre el buen periodismo, es un ensayo del periodista y escritor polaco Ryszard Kapuściński. 

## Estructura
El libro está compuesto por tres textos "conversados" que recogen las intervenciones del periodista en conferencias y entrevistas. Reflexiona sobre el papel social e intelectual del periodista en el tratamiento de las informaciones sensibles como la pobreza, el hambre, la guerra. Dedica algunas reflexiones al grado de relación entre la realidad y la narración de ésta en los textos periodísticos. Otro punto importante en sus exposiciones es la deontología periodístca, el buen hacer del trabajo cotidiano.
El libro se estructura en tres partes diferenciadas: 
1. Recoge el encuentro con Ryszard Kapuściński desarrollado en el marco del VI Congreso Redactor social bajo el título De raza y de clase. El periodismo entre deseo de elitismo, implicación e indiferencia, celebrado en Capodarco di Fermo en noviembre de 1999. La conversación con el autor polaco fue moderada por la periodista italiana  Maria Nadotti.
2. Entrevista realizada por Andrea Semplici, periodista y fotógrafa, el 28 de noviembre, centrada en las experiencias de Kapuściński en África.
3. Encuentro del periodista polaco con el escritor y crítico de arte inglés John Berger en el congreso Ver, entender, explicar: literatura y periodismo en un fin de siglo, celebrado en Milán en 1994 y moderado de nuevo por Maria Nadotti.